# Quintanilla de Tres Barrios
Quintanilla de Tres Barrios est un village qui appartient à la commune espagnole de San Esteban de Gormaz, située dans la province de Soria dans la communauté autonome de Castille-et-León. Il fait aussi partie de l’AOC Ribera del Duero.